# 舞子站
舞子站（日语：／ Maiko eki */?）是位於兵庫縣神戶市垂水區東舞子町，西日本旅客鐵道（JR西日本）山陽本線（JR神戶線）的車站。車站編號為JR-A71。

## 概要
此站為JR線中，神戶市最西邊車站。為第2回近畿車站百選車站。
車站上方為神戶淡路鳴門自動車道與明石海峽大橋，在道路上設有舞子巴士站（別名：「高速舞子」），從此站步行約5分鐘即可到達。因此前往淡路島、四國方向的高速巴士轉乘客會在此站下車。
普通列車與快速（只限「電車線」）停站。隨著明石海峽大橋開通與高速舞子巴士站啟用，於1998年3月14日成為快速停車站。

## 歷史
舞子地區自古以來是休閒區，此站當初是名為舞子公園，在高度成長期以後，在垂水區西部開發住宅區，開始成為連接住宅區的車站。另外在明石海峽大橋開通後成為高速巴士轉乘處。
- 1896年（明治29年）7月1日 - 山陽鐵道垂水站至明石站之間開設舞子公園臨時停車場。為一般車站。
- 1899年（明治32年）4月1日 - 改名為舞子臨時停車場。而鄰近的舞子站改名為垂水站。
- 1906年（明治39年）12月1日 - 山陽鐵道國有化（日语：鉄道国有法），成為官設鐵道車站。同時車站升級為舞子站。
- 1934年（昭和9年）9月20日 - 須磨站至明石站之間開始電氣化運輸。
- 1943年（昭和18年）10月1日 - 終止貨物起卸服務。
- 1964年（昭和39年）2月21日 - 終止行李起卸服務。
- 1987年（昭和62年）4月1日 - 伴隨國鐵分割民營化，車站由西日本旅客鐵道（JR西日本）營運。
- 1988年（昭和63年）3月13日 - 制定路線別名「JR神戶線」。
- 1995年（平成7年）
  - 1月17日 - 發生阪神大地震，此站暫停營業。
  - 1月23日 - 須磨站至西明石站之間重開。
- 1997年（平成9年）2月16日 - 引入JR神戶線標準進站音樂「細波」。
- 1998年（平成10年）3月14日 - 隨著明石海峽大橋開通，於電車線行走的快速列車停站。同時，月台向三之宮、尼崎、大阪方向伸延4卡車廂。
- 2002年（平成14年）7月29日 - 引入JR京都・神戶線運行管理系統（日语：アーバンネットワーク運行管理システム#JR京都・神戸線システム）。
- 2003年（平成15年）11月1日 - 此站可以使用IC卡ICOCA[2]。
- 2007年（平成19年）3月18日 - 更新車站自動廣播（日语：駅自動放送）。
- 2010年（平成22年）12月17日 - 一名女性車輛跌落車輛之間的連結部分，隨後在出發時被車輛輾過死亡（詳細參閱後節）。
- 2015年（平成27年）3月12日 - 進站警告聲停止使用，進站音樂改為JR神戶線標準「細波」音質變更版[3]。
- 2018年（平成30年）3月17日 - 引入車站編號並開始使用[4]。

※此外，鄰近的山陽電氣鐵道舞子公園站，在啟用時名為「舞子」，在1927年至1935年之間2站曾經同名並存。後來山陽電氣鐵道改名為「舞子公園」。

## 車站構造
車站是一座設有跨站式站房的地面車站，設有1面2線的島式月台（只設於電車線），月台可容納12卡車廂（總長245米）。車站設有轉轍器和絶對信號機，被定義為停留所。只有在電車線行走的快速列車與普通（各站停車）列車停站，另外在晚間新快速會使用電車線通過此站。此站設有1處閘口。連接月台與車站大樓只有樓梯，並設置於姬路一方。車站設有廁所。
在1998年3月14日時間表修正前，此站只有普通列車停站，月台只可容納8卡車廂（總長165米），但是由於需加停快速列車，因此開展延長月台工程。
此站位於JR特定都區市內制度中，「神戶市內」的車站（最西邊的「神戶市內」車站）。在都市網絡範圍內的車站。此站可使用ICOCA與互相使用的IC卡。此站為直營車站，由神戶站管理，此站設有綠色窗口。

### 月台
| 月台 | 路線     | 方向 | 目的地                 |
| ---- | -------- | ---- | ---------------------- |
| 1    | JR神戶線 | 下行 | 西明石、姬路方向       |
| 2    | JR神戶線 | 上行 | 三之宮、尼崎、大阪方向 |

- 以上的路線名是使用旅客資訊上的名稱（別名、愛稱）。

## 時間表
在日間時段中，每小時設有8班列車（快速、普通各4班）。在早上和黃昏繁忙時段會較多班次。另外，在平日早上設有只往三之宮、大阪方向的普通電車。

## 使用狀況
根據《兵庫縣統計書》，在2018年（平成30年）度1日平均乘車人次為19,464人。
根據《神戶市統計書》和《兵庫縣統計書》，以下為近年1日平均上車人次：
| 年度   | 1日平均 上車人次 |
| ------ | ---------------- |
| 1999年 | 19,380           |
| 2000年 | 20,336           |
| 2001年 | 20,014           |
| 2002年 | 19,619           |
| 2003年 | 20,039           |
| 2004年 | 20,086           |
| 2005年 | 20,655           |
| 2006年 | 20,951           |
| 2007年 | 20,970           |
| 2008年 | 21,102           |
| 2009年 | 20,692           |
| 2010年 | 20,306           |
| 2011年 | 20,408           |
| 2012年 | 20,230           |
| 2013年 | 20,348           |
| 2014年 | 19,653           |
| 2015年 | 19,955           |
| 2016年 | 19,917           |
| 2017年 | 19,926           |
| 2018年 | 19,464           |

## 車站周邊
- 舞子公園站（山陽電氣鐵道本線）
- 高速舞子（日语：舞子バスストップ）巴士總站（於神戶淡路鳴門自動車道上）
- Tio舞子（日语：Tio舞子）（摩天大樓） - 位於山陽電鐵線、JR神戶線與神戶淡路鳴門自動車道包圍的大樓，此站與舞子公園站設有通道連接。
  - 舞子站前郵局
- 舞子Villa（日语：舞子ビラ）
- 舞子旅館（日语：舞子ホテル）
- 舞子公園（日语：舞子公園） - 車站南邊、明石海峽大橋下。比舞子公園站此站較近舞子公園。
  - 孫文紀念館
  - 橋之科學館（日语：橋の科学館）
  - 舞子砲台跡（日语：舞子砲台跡）（明石藩舞子台場遺蹟與國家指定古蹟）
  - 舊木下家（國家註冊的有形文化財產）
- 明石海峽大橋
  - 舞子海上長廊

### 歴史建築物
- 舞子若宮神社
- 舞子砲台蹟（日语：舞子砲台跡）

## 巴士路線
- 舞子駅站（神戶市巴士、山陽巴士（日语：山陽バス））
  - 51系統（日语：神戸市バス垂水営業所） 往縣商前、學園都市站前方向
  - 52系統（日语：神戸市バス垂水営業所） 往朝霧站前
  - 53系統（日语：神戸市バス垂水営業所） 經舞子高校往學園都市站前方向
  - 54系統（日语：神戸市バス垂水営業所） 經多聞團地往學園都市站前方向
  - 59系統（日语：神戸市バス垂水営業所） 往垂水站
  - 191系統（日语：神戸市バス垂水営業所） 往西部殘障人士中心、掖濟會醫院前方向

「高速舞子」詳情參閱該條目。

## 月台墮落事故

### 概要
2010年12月17日，一列快速電車（從姫路出發往米原，12卡編成）到達此站時，一名下車的女性乘客（32歲）在月台跌落於車廂之間的連接部附近。一名目擊乘客發現後立刻按下緊急停止鈕，但是該列車的列車長沒有發現到有人跌入軌道區而繼續發車。隨後列車長注意到一名乘客揮動毛巾，因而將列車緊急停車，但是當時列車已經行走約50公尺，造成該女性被車輛輾過身亡。而當時正在救援該女性乘客的女性友人（28歲）也受傷。

### 原因
未能防止事故發生的主要因素如下：
- 死者跌落的位置是兩節已連結的車頭之間，通常該連結部分不會安裝防墜罩。
- 現場月台是一條直線，而月台上沒有整日車站職員當值。
- 按下緊急停止鈕後月台上所有的指示燈與警報蜂鳴器都不會作動，只會被按下的那個按鈕上的指示燈與蜂鳴器有所反應，且列車長被支柱擋住造成視線死角，因此不能看見警報。

事後對策
- 2011年1月末，鐵路公司在車箱連結處及車頭的部分加裝防跌落設備（寬約2.5米，高約1.2米）[8]。
- 此站月台上的緊急通知燈由14個增至21個[8]。
- 為了防止落軌，連結處的運輸席室内燈整日開啟。除了其他鐵路公司列車和部分車型，連結部分的車頭燈整日開啟[9]。
- 在207系1編成（3輛+4輛）的車頭或尾試驗半年加設防墜擋板[10]。
- 對於視障人士，在車頭或尾安裝了聲音警報。加設於287系2編成及上述加設防墜擋板的207系1編成[11]。
- 207系（包括編成中間的車頭或尾，及未進行列車改善工程的編成）、221系（日语：JR西日本221系電車）（不會結併的奈良分所6、8卡編成外）、223系（駛入JR四國的5000番台外）、225系、521系（日语：JR西日本521系電車）均陸續加設車頭防墜擋板。在225系2次車（除了不會結併運用的日根野分所5100番台6卡編成除外）、521系3次車、227系（日语：JR西日本227系電車）在新製列車時已經安裝。

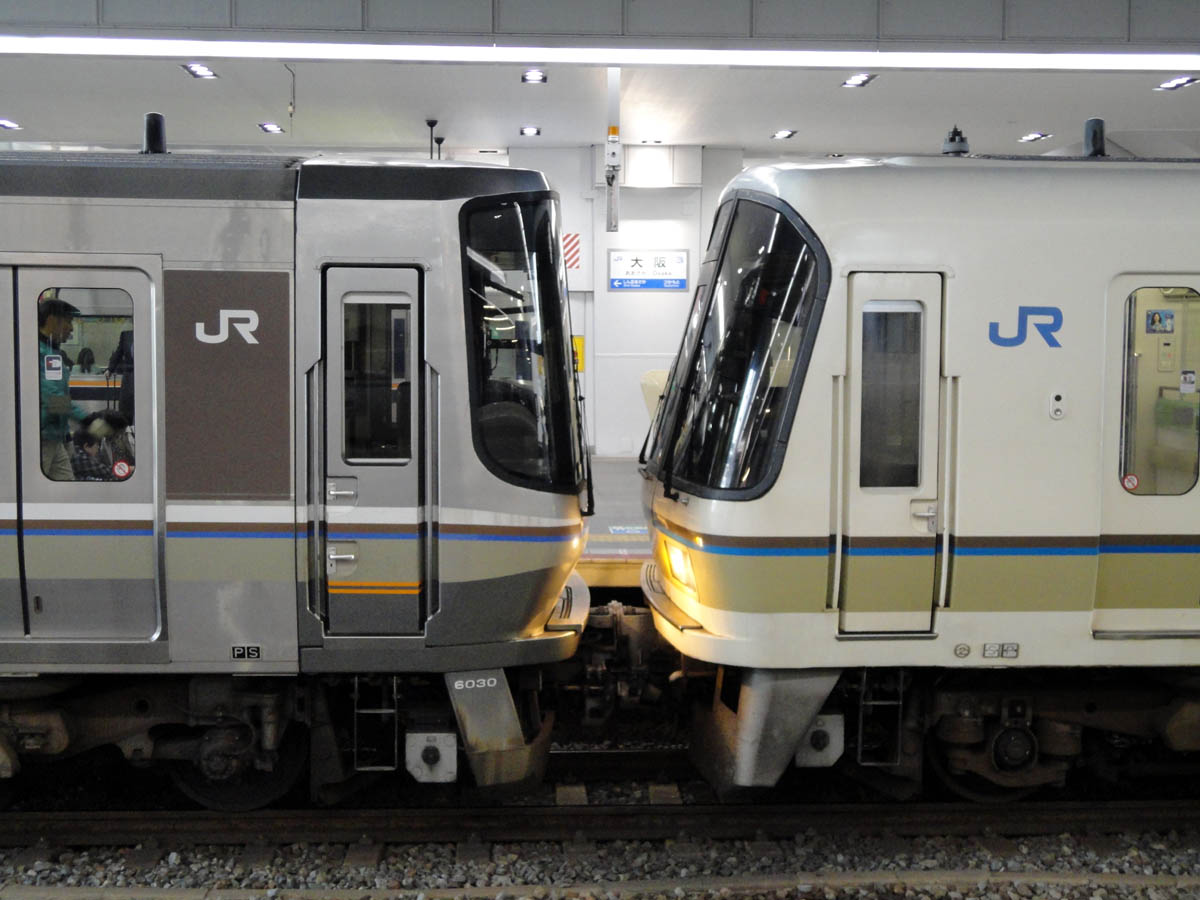
為了防止乘客墜軌，在連結部分的前燈會整日開啟。
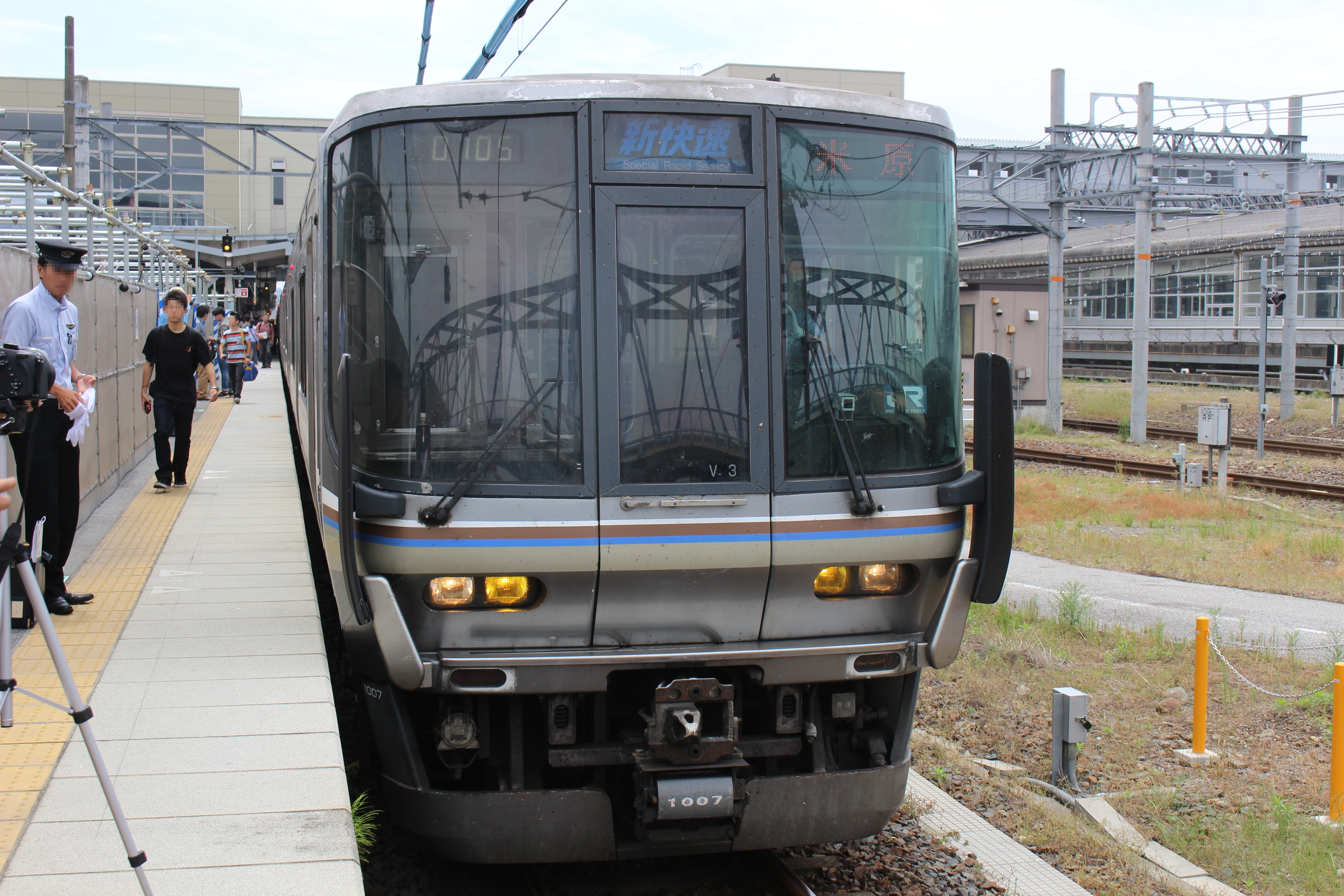
在車頭位置加設防墜擋板（圖中為223系V3編成）
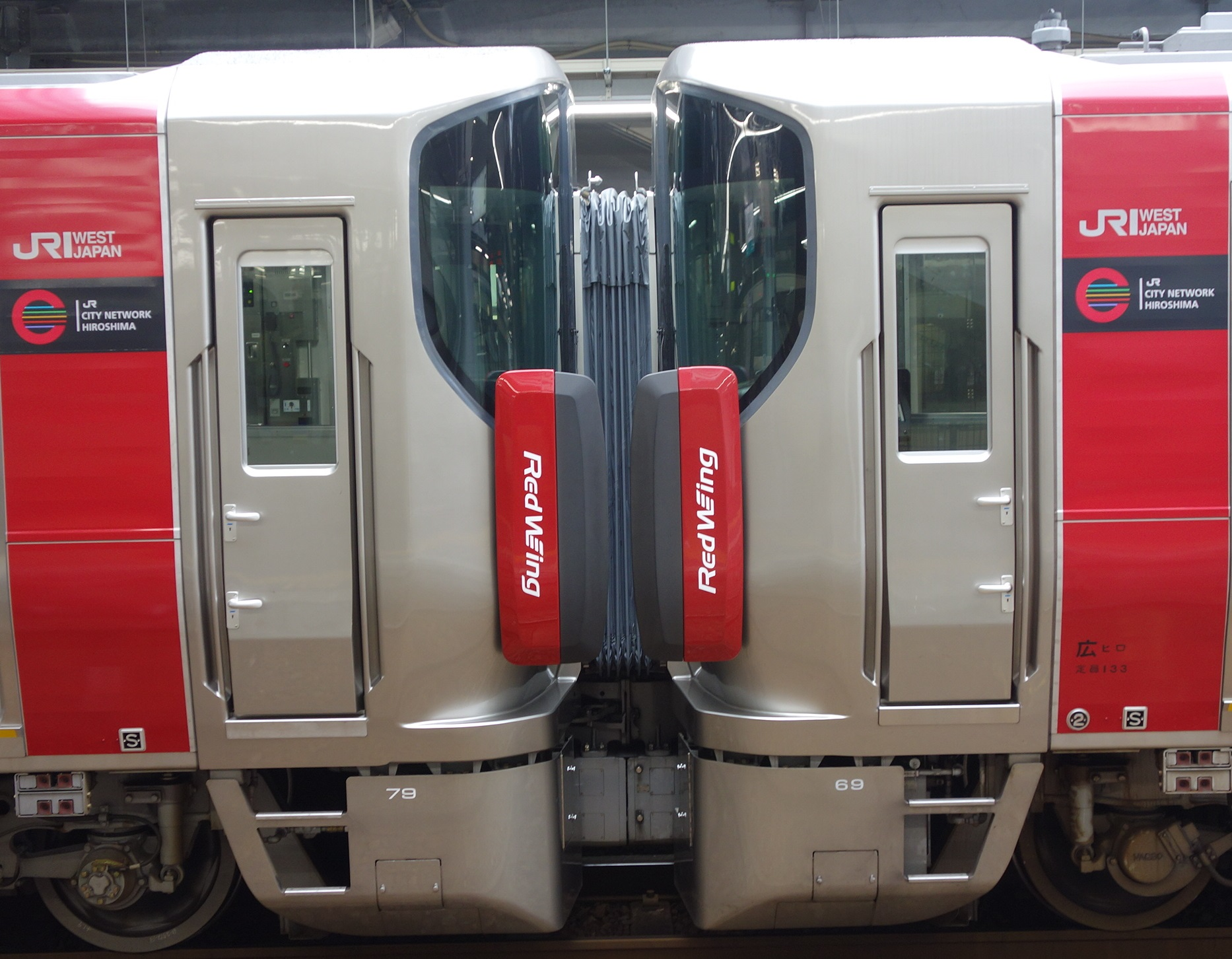
在結併分離車輛之間，兩列列車的車頭或尾加設防墜擋板（圖中為新製已安裝防墜擋板的227系）。

參考文獻
- 2010年12月18日 朝日新聞晨報、晚報

## 相鄰車站
西日本旅客鐵道
 JR神戶線（山陽本線）
■新快速（經列車線，只有早上上行班次）
通過
■快速（經電車線）
垂水（JR-A70）－舞子（JR-A71）－明石（JR-A73）
■普通（包括直通至JR東西線、學研都市線內的區間快速列車）
垂水（JR-A70）－舞子（JR-A71）－朝霧（JR-A72）

## 外部連結
- 舞子｜車站資訊：JR出門網 - 西日本旅客鐵道